# Alice Kuipers

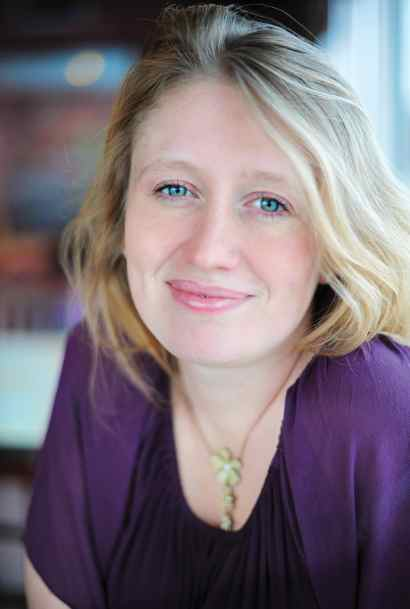
Alice Kuipers

Alice Kuipers (* 1979 in London) ist eine britische Autorin.

## Leben
Kuipers wuchs in einem Vorort von London auf und schrieb bereits als Jugendliche Gedichte, Geschichten und Tagebucheinträge in ihr Notizbuch. Im Alter von 18 Jahren begab sie sich allein auf eine einjährige Reise, die sie unter anderem auf die Cookinseln, auf die Fidschi-Inseln, in die Vereinigten Staaten, nach Australien, Kambodscha und Vietnam führte. An der University of Manchester schloss sie ein Psychologie-Studium ab, verbrachte aber mehr Zeit mit der Arbeit an einem Roman als mit dem Studium. Es folgte ein Magister Artium an der Manchester Metropolitan University. Seit 2003 lebt Kuipers im kanadischen Saskatoon.
Kuipers erster Roman Life on the Refrigerator Door erschien 2007 bei Macmillan Publishers und besteht aus einem schriftlichen Dialog zwischen einer an Krebs erkrankten Mutter und ihrer 15-jährigen Tochter. Das Buch wurde u. a. in die deutsche (Sehen wir uns morgen?), finnische, französische, niederländische, polnische, spanische und schwedische Sprache übertragen, und ist bisher in 29 Ländern erschienen. Das Buch wurde 2008 für eine Carnegie Medal nominiert, und erhielt eine Reihe von Preisen für Jugendliteratur, darunter den Redbridge Teenage Book Award des Londoner Bezirkes Redbridge. Die deutsche und englische Sprachversion ist auch als Hörbuch verfügbar.
Ihr nächster Roman Lost for Words erschien im Jahr 2010.

## Werke
- Life on the refrigerator door – a novel in notes between a mother and daughter. HarperCollins, New York 2007, ISBN 978-0-06-137049-6
  - Deutsch: Sehen wir uns morgen? Ein ganz besonderer Roman, aus dem Englischen von Anna und Christine Strüh. Krüger, Frankfurt am Main 2007, ISBN 978-3-8105-1063-1.
  - Finnisch: Terveisin äiti, übertragen von Katariina Kaila. Otava, Helsinki 2008.
  - Französisch: Ne t'inquiète pas pour moi, übertragen von Valérie Le Plouhinec. Michel, Paris 2008, ISBN 978-2-226-18229-6.
  - Niederländisch: Briefjes op de keukentafel, übertragen von Christine Elion. Mouria, Amsterdam 2008, ISBN 978-90-458-0020-2.
  - Schwedisch: Livet på en kylskåpsdörr, übertragen von Louise Thulin. Månpocket, Stockholm 2008, ISBN 978-91-7001-626-4.
  - Spanisch: La vida a la porta de la nevera, 2007.
  - Polnisch: Zycie na drzwiach lodowki, übertragen von Anna Bernaczyk. Dom Wydawniczy Rebis, Posen 2008, ISBN 978-83-7510-268-0.